# Salvelinus maxillaris
Salvelinus maxillaris — вид костистих риб родини Лососеві (Salmonidae). Вид зустрічається у кількох озерах на півночі Шотландії. Загальна площа поширення виду складає 47 км² та населяє 5, можливо, 7 озер. Максимальна довжина тіла сягає 27 см.